# Бахчисарайський мирний договір
Бахчисарайський мирний договір 1681 або Радзінський договір (рос. Бахчисарайский мирный договор; тур. Bahçesaray Antlaşması) — угода про перемир'я від 3 (13 січня) 1681 року, укладена в Бахчисараї між Османською імперією, Кримським ханством та Московським царством за наслідками війни 1676—1681 років. При укладанні договору з московського боку був присутнім генеральний писар Війська Запорізького Семен Ракович.

## Опис
Договір був укладений терміном на 20 років і завершив війни 1670-х років між цими державами за володіння землями Правобережної України.
За цим договором:
- кордон між Османською імперією і Московською державою встановлювався по Дніпру, султан і хан зобов'язалися не допомагати ворогам Московії;
- Османська імперія приєднувала південну Київщину, Брацлавщину і Поділля, а Московська держава — Лівобережну Україну, Київ з містечками Васильків, Стайки, Трипілля, Радомишль, Дідівщина;
- Запоріжжя визнавалося незалежним;
- Московське царство погодилось на щорічне надання ханові «казни»;
- упродовж 20-ти років територія між Дніпром і Бугом обумовлювалася відсутністю будівництва нових фортець і укріплень;
- козаки отримали право на рибну ловлю, добування солі та вільного плавання Дніпром та його притоками до Чорного моря;
- татари отримали право на кочівництво і полювання в степу обабіч Дніпра.

Бахчисарайський мирний договір в черговий раз перерозподілив українські землі між сусідніми державами і значно посилив позиції московського уряду в Гетьманщині, що призвело до поступового наростання національного та соціального гніту українського народу у Лівобережній Україні. Також договір мав велике міжнародне значення і зумовив підписання «Вічного миру» в 1686 році між Московським царством і Річчю Посполитою.